# Aeroporto di Limbang
L'Aeroporto di Limbang (IATA: LMN, ICAO: WBGJ) (in malese: Lapangan Terbang Limbang) e definito come domestico dal Department of Civil Aviation Malaysia, è un aeroporto domestico malese situato nel Borneo a 4,8 km a sud di Limbang nello Stato federato di Sarawak. La struttura è dotata di una pista di asfalto lunga 1500 m, l'altitudine è di 4 m, l'orientamento della pista è RWY 04-22. L'aeroporto è aperto al traffico commerciale.
L'originale struttura militare per traffico STOL venne costruita nel 1963 dall'Esercito britannico nei pressi di Bukit Mas, vicino all'abitato di Limbang, durante il cosiddetto Confronto tra Indonesia e Malesia del periodo 1962-1966.
Nel 1978 venne creata una Commissione che selezionasse il luogo di costruzione di un nuovo aeroporto capace di ospitare voli dei Fokker F27 e dei Boeing 737; la costruzione cominciò molto più tardi, nel 2000, e fu realizzata per essere in grado di ospitare i Fokker F50 nell'attuale posizione a sud di Limbang. L'aeroporto fu quindi inaugurato il 7 aprile 2004.